# P-500 Bazalt
P-500 Bazalt (tiếng Nga: П-500 Базальт) là loại tên lửa hành trình chống tàu của Nga. Cục Tên lửa và Pháo binh thuộc Bộ quốc phòng Liên bang Nga (GRAU) gọi nó là 4K80. NATO gọi loại tên lửa này là SS-N-12 Sandbox.
Loại tên lửa này do cục thiết kế tên lửa OKB-52 MAP (nay là NPO Mashinostroyeniye) phát triển và đi vào phục vụ năm 1973 thay thế cho tên lửa P-5 Pyatyorka. P-500 được trang bị đầu tiên cho tuần dương hạm mang máy bay Kiev vào năm 1975. Sau đó trang bị cho tàu ngầm Đề án 651 và tàu ngầm Đề án 675. Phiên bản nâng cấp với hệ thống dẫn đường và động cơ tốt hơn được trang bị cho các tuần dương hạm lớp Slava. Tên lửa còn được dùng làm nền để phát triển tên lửa P-700 Granit.

## Thiết kế
Tên lửa có tầm bắn 550 km và có khả năng mang 1000 kg nên nó có thể mang đầu đạn hạt nhân 350 kt hay đầu đạn xuyên phá giáp nặng 950 kg. Tên lửa được trang bị đầu dò ra đa chủ động để tự động tìm mục tiêu hoặc được chỉ định mục tiệu từ các máy bay Tupolev Tu-95D, Kamov Ka-25B và Kamov Ka-27B.
Loại tên lửa này được thiết kế lập trình để sử dụng phát huy hiệu quả với chiến thuật bầy sói, ngay cả tàu ngầm cũng có thể phóng một lúc 8 tên lửa liên tiếp nhau trong thời gian rất ngắn, mỗi tên lửa có một cơ sở dữ liệu riêng và được liên kết với nhau để có thể cùng hoạt động như một thực thể thống nhất. Khi nhóm tên lửa được phóng, nếu không có máy bay chỉ điểm một trong số các tên lửa sẽ bay lên độ cao 7000 m để tìm mục tiêu bằng ra đa còn các tên lửa khác sẽ bay ở độ cao thấp để tránh bị phát hiện, nếu nó phát hiện ra các mục tiêu các tên lửa sẽ chia nhau lao vào, đặc biệt nếu tên lửa phát hiện ra tàu sân bay thì theo lập trình hơn nửa số tên lửa được phóng sẽ lao vào mục tiêu quan trọng này số còn lại sẽ tấn công các mục tiêu khác để mở đường. Nếu tên lửa dò tìm trên cao bị bắn hạ một trong nhóm tên lửa ở dưới sẽ bay lên thế chỗ để tiếp tục tìm và duy trì khóa mục tiêu. Tất cả các tên lửa sẽ bật ra đa chủ động pha cuối của mình trong giai đoạn cuối của quá trình tấn công.

## Liên lết ngoài
Tư liệu liên quan tới P-500 Bazalt tại Wikimedia Commons
- MARITIME STRIKE The Soviet Perspective
- Russian/Sovjet P-500 Bazalt Page (with photos) Lưu trữ ngày 3 tháng 10 năm 2015 tại Wayback Machine
- Russian/Sovjet Sea-based Anti-Ship Missiles Lưu trữ ngày 8 tháng 2 năm 2007 tại Wayback Machine
- Крылатая противокорабельная ракета П-500 Базальт (4К80)